# Ернст фон Заломон
Ернст Фрідріх Карл фон Заломон (нім. Ernst Friedrich Karl von Salomon; *25 вересня 1902, Кіль — †9 серпня 1972, Штокте, Вінзен) — німецький письменник і сценарист. Фрайкорівець. Учасник війни за незалежність Латвії, політв'язень німецьких тюрем. 

## Біографія
Походив із старовинної шляхетної родини, яка вела свій початок від поважних фамілій дожської Венеції. Його батько був армійським офіцером, потім офіцером кримінальної поліції.
1913-1917 навчався у військовому училищі в Карлсруе, 1918 вступив до Прусського вищого військового училища в Берліні. У квітні 1919 у складі фрайкора «фон Ліберманн» відправився в Східну Балтику, де брав участь у війні за незалежність Латвії, зокрема у боях з більшовиками Московщини. Разом з Залізною дивізією, Балтійським ландесвером та іншими формуваннями його загін брав участь у травневих боях за звільнення Риги.
Після повернення до Німеччини взяв участь в Капповському збройному виступі у складі загону Рудольфа Бертольда. По дорозі на Берлін рейхсвер заблокував загін в Харбурзі (один з районів Гамбурга) і, після бою 15 березня 1920 року, відомого як «Харбурзька кривава неділя», роззброїв заколотників. Убивство Бертольда сам фон Заломон згодом описав у своєму першому романі «Зневажені». 
У жовтні 1922 засуджений до п'яти років в'язниці за співучасть у вбивстві міністра закордонних справ Вальтера Ратенау. Після виходу на свободу співпрацював в національно-революційних виданнях, близько зійшовся з Ернстом Юнґером, Ернстом Нікішем та іншими ідеологами консервативної революції.
На початку 1930-х опублікував кілька автобіографічних романів: «Поза законом» (1930), «Місто» (1932) і «Кадети» (1933), які отримали загальноєвропейську популярність. Симпатизував ідеям Ернста Рема, але швидко розчарувався в нацизмі. Вже під час першої хвилі нацистського терору, навесні 1933, був заарештований разом з Гансом Фаллада, але незабаром його відпустили. Відмовився підписати «Обітницю підтримки і вірності» (Gelöbnis treuester Gefolgschaft) німецьких письменників Адольфу Гітлеру.
1951 випустив автобіографічний роман «Анкета», в якому змалював приниження, яким його піддавали в американському таборі для інтернованих, і дав іронічні відповіді на 131 питання з окупаційної анкети з денацифікації. Ця книга стала першим бестселером в післявоєнній Німеччині, розійшовшись тиражем в 250 тисяч приміринків. 
Через свою антиамериканську спрямованість «Анкета» викликала інтерес і в інших європейських країнах, особливо у Франції. 1985 її екранізував Рольф Буш; фон Заломона зіграв Хайнц Хеніг.
Після війни продовжував працювати сценаристом, його підозрювали у зв'язках із московськими спецслужбами. 1961 року взяв участь в роботі Всесвітньої конференції проти ядерної зброї в Токіо, за що був нагороджений японською премією миру — «Ланцюгом тисячі журавлів».

## Твори
- Die Geächteten (Зневажені) 1930
- Die Stadt (Місто) 1932
- Die Kadetten (Кадети) 1933
- Nahe Geschichte (Недавня історія) 1936
- Das Buch vom deutschen Freikorpskämpfer (Книга про німецьких фрайкорів) 1938
- Boche in Frankreich (Бош у Франції) 1950
- Der Fragebogen (Анкета) 1951
- Das Schicksal des A.D. (Доля А. Д.) 1960
- Die schöne Wilhelmine (Прекрасна Вільгельміна) 1965
- Glück in Frankreich (Щастя у Франції) 1966
- Die Kette der tausend Kraniche (Ланцюг тисячі журавлів) 1972

## Сценарії
- Kautschuk/Die Grüne Hölle (1938)
- Sensationsprozess Casilla (1939)
- Kongo-Express (1939)
- Karl Peters (1941)
- Der dunkle Tag (1943)
- Der unendliche Weg (1943)
- Die Unheimliche Wandlung des Axel Roscher (1943)
- Frech und verliebt (1948)
- Münchnerinnen (1949)
- Das Gesetz der Liebe (1949)
- 08/15 (1954)
- 08/15 — Im Krieg (1955)
- 08/15 — In der Heimat (1955)
- Geliebte Corinna (1956)
- Liane, das Mädchen aus dem Urwald (Liane la sauvageonne, 1956)
- Liane, die weiße Sklavin (1957)
- Soldatensender Calais (1960)